# Сандра Мејсон
Сандра Прунела Мејсон (енгл. Sandra Prunella Mason; 17. јануар 1949) барбадоска је политичарка која од 2021. године обавља функцију председника Барбадоса, када је проглашена република. Претходно је радила као адвокат, а од 2018. до 2021. је била генерални гувернер Барбадоса у склопу система Крунских земаља Комонвелта.